# Capelas de Nossa Senhora da Livração, de São Cristóvão e capela-oratório
A Capela de Nossa Senhora da Livração, também conhecida como Capela da Póvoa, está situada em Paços de Brandão, próxima do Largo do Cruzeiro da Póvoa e do Largo da Mata. A sua fundação remonta ao século XVIII, sendo um local de culto dedicado a Nossa Senhora da Livração. Esta devoção mariana está associada à proteção contra doenças e calamidades, com a capela a servir como um ponto central de oração e festividades.[carece de fontes?]
Anualmente, celebra-se uma festa em honra de Nossa Senhora da Livração, com procissões que atraem fiéis e turistas. A capela apresenta uma arquitetura simples, mas com elementos característicos do barroco português, incluindo altares decorados e uma imagem da santa que é reverenciada pela comunidade.[carece de fontes?]

## Capela de São Cristóvão
A Capela de São Cristóvão é uma edificação histórica, com origem no século XVI, dedicada a São Cristóvão, santo protetor dos viajantes. A capela, que também é conhecida como Capela de Santa Ágata, foi ampliada no século XVII. O edifício apresenta uma planta retangular, composta por nave antecedida por alpendre e capela-mor, com coberturas interiores diferenciadas em madeira em masseira.
A fachada principal é simples, com um portal de volta perfeita, protegido por um alpendre fechado, sustentado por colunas toscanas. O interior da capela contém um retábulo de talha barroca joanina, datado do século XVIII, e um púlpito situado no lado da Epístola. É um importante exemplo da arquitetura religiosa barroca da região. A capela continua a ser um centro de culto para os devotos de São Cristóvão e realiza celebrações durante o ano.

## Legado Cultural e Religioso
As capelas e capela-oratórios de Paços de Brandão não são apenas lugares de culto, mas também testemunhos da rica herança cultural e religiosa da freguesia. As celebrações anuais, como as festas em honra de São Cipriano e Nossa Senhora da Livração, são marcos importantes no calendário religioso da região e atraem muitos visitantes. O cuidado com a preservação destas capelas reflete a importância que a comunidade atribui ao seu património cultural.